# Dorchester (district électoral)
Pour les articles homonymes, voir Dorchester.
Dorchester est un ancien district électoral du Québec ayant existé de 1867 à 1973. Il est situé sur la Rive-Sud de Québec. 

## Historique
Suivie de : Bellechasse, Beauce-Nord et Beauce-Sud
La circonscription de Dorchester est une des 65 circonscriptions provinciales créés à la Confédération de 1867.

## Liste des députés

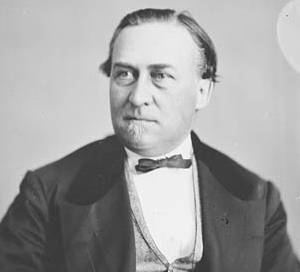
Hector Langevin est député de Dorchester de 1867 à 1871 pour le Parti conservateur du Québec

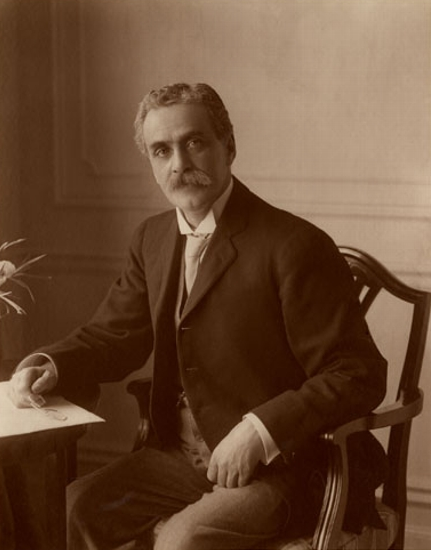
Louis-Philippe Pelletier est député de Dorchester de 1888 à 1892 comme Conservateur nationaliste et de 1892 à 1904 pour le Parti conservateur du Québec

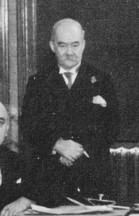
Alfred Morisset est député de Dorchester de 1904 à 1913 pour le Parti libéral du Québec

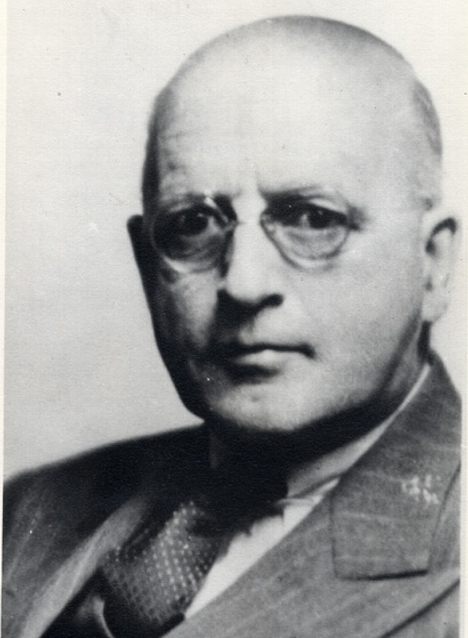
Lucien Cannon est député de Dorchester de 1913 à 1917 pour le Parti libéral du Québec

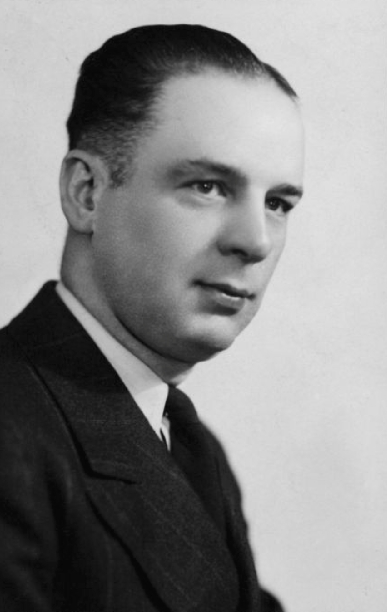
Joseph-Damase Bégin est député de Dorchester de 1935 à 1936 pour l'Action libérale nationale et de 1936 à 1962 pour l'Union nationale

|  | 1867 - 1871 | Hector-Louis Langevin         | Conservateur              |
|  | 1871 - 1875 | Louis-Napoléon Larochelle     | Conservateur              |
|  | 1875 - 1878 | Louis-Napoléon Larochelle     | Conservateur              |
|  | 1878 - 1881 | Nicodème Audet                | Conservateur              |
|  | 1881 - 1886 | Nicodème Audet                | Conservateur              |
|  | 1886 - 1890 | Louis-Napoléon Larochelle     | National                  |
|  | 1888 - 1890 | Louis-Philippe Pelletier      | Conservateur nationaliste |
|  | 1890 - 1892 | Louis-Philippe Pelletier      | Conservateur nationaliste |
|  | 1892 - 1897 | Louis-Philippe Pelletier      | Conservateur              |
|  | 1897 - 1900 | Louis-Philippe Pelletier      | Conservateur              |
|  | 1900 - 1904 | Louis-Philippe Pelletier      | Conservateur              |
|  | 1904 - 1908 | Alfred Morisset               | Libéral                   |
|  | 1908 - 1912 | Alfred Morisset               | Libéral                   |
|  | 1912 - 1913 | Alfred Morisset               | Libéral                   |
|  | 1913 - 1916 | Lucien Cannon                 | Libéral                   |
|  | 1916 - 1917 | Lucien Cannon                 | Libéral                   |
|  | 1917 - 1923 | Joseph-Charles-Ernest Ouellet | Libéral                   |
|  | 1919 - 1923 | Joseph-Charles-Ernest Ouellet | Libéral                   |
|  | 1923 - 1927 | Joseph-Charles-Ernest Ouellet | Libéral                   |
|  | 1927 - 1930 | Joseph-Charles-Ernest Ouellet | Libéral                   |
|  | 1931 - 1936 | Joseph-Philibert Giguère      | Libéral                   |
|  | 1935 - 1936 | Joseph-Damase Bégin           | ALN                       |
|  | 1936 - 1939 | Joseph-Damase Bégin           | Union nationale           |
|  | 1939 - 1944 | Joseph-Damase Bégin           | Union nationale           |
|  | 1944 - 1948 | Joseph-Damase Bégin           | Union nationale           |
|  | 1948 - 1952 | Joseph-Damase Bégin           | Union nationale           |
|  | 1952 - 1956 | Joseph-Damase Bégin           | Union nationale           |
|  | 1956 - 1960 | Joseph-Damase Bégin           | Union nationale           |
|  | 1960 - 1962 | Joseph-Damase Bégin           | Union nationale           |
|  | 1962 - 1963 | Joseph-Armand Nadeau          | Union nationale           |
|  | 1964 - 1966 | Francis O'Farrell             | Libéral                   |
|  | 1966 - 1970 | Paul-Henri Picard             | Union nationale           |
|  | 1970 - 1973 | Florian Guay                  | Ralliement créditiste     |